# Stigmella torminalis
Stigmella torminalis ist ein Schmetterling aus der Gattung Stigmella in der Familie der Zwergminiermotten (Nepticulidae). Die Art wurde 1890 von J.H. Wood aus Tarrington südwestlich von Bristol in Großbritannien beschrieben und nach der Wirtspflanze ihrer Raupe, der Elsbeere (Sorbus torminalis), benannt.

## Merkmale
Die Imagines haben eine Flügelspannweite von ca. 4 Millimetern. Die gelbe Raupe hat ein Paar prägnante, fast schwarze Skleriten am Prothorax, die dem Kopf ein schwarzes Aussehen verleihen.

## Lebensweise
Die Eiablage erfolgt auf der Blattunterseite der Elsbeere in der Nähe der Mittelrippe. Die Raupe miniert im Elsbeeren-Blatt und hinterlässt eine durchsichtige, gewundene Fraßmine mit zentraler Kotspur. Die Puppe überwintert und die Falter schlüpfen im Frühjahr.

## Verbreitung
Stigmella torminalis wurde bisher nur selten gefunden, unter anderem in Rheinland-Pfalz und Nordrhein-Westfalen.